# Josep Maria Vallés i Torner
Josep Maria Vallés i Torner es un dibujante y guionista de televisión español, nacido en Barcelona en 1947. 

## Biografía
Colaboró en las revistas "Por Favor" y "El Víbora", con historietas como Joder con los Aguirre, caracterizadas por su sordidez de sus argumentos y su estilo desquiciado.
Realizó también varios cortos de animación.
Posteriormente, ha trabajado como guionista de televisión